# Steneboja
Steneboja (także Anteja) – w mitologii greckiej córka Jobatesa, żona króla Tirynsu, Projtosa. Zakochała się w młodym Bellerofoncie, który przebywał na dworze jej męża. Nieodwzajemniający uczucia Bellerofont został oskarżony przez nią o napastowanie. Wówczas Projtos wysłał młodzieńca do Jobatesa, by ten kazał go zabić. Ten jednak zręcznie wywinął się z tej sytuacji. 
Bellerofont, dowiedziawszy się o tym, zabił Steneboję, zrzucając ją z Pegaza do morza.

## Rodowód
Steneboja była wnuczką Arkasa, pierwszego władcy Arkadii, syna Zeusa i Kallisto.